# Eilandsraadsverkiezingen 2020
De eilandsraadsverkiezingen 2020 waren uitgestelde Nederlandse verkiezingen die werden gehouden op 21 oktober 2020. Bij deze verkiezingen werden de leden gekozen voor de eilandsraad van het openbare lichaam Sint Eustatius in Caribisch Nederland.
Deze verkiezingen zouden oorspronkelijk worden gehouden op 20 maart 2019. In verband met bestuurlijk ingrijpen door Nederland werden deze verkiezingen uitgesteld. Op 23 september 2019 werd de nieuwe verkiezingsdatum voor het herinstellen van de Statiaanse eilandsraad bekendgemaakt.
Sinds 2015 hebben ook vreemdelingen actief en passief kiesrecht als zij op de dag van de kandidaatstelling rechtmatig op Bonaire, Sint Eustatius of Saba verblijven en onmiddellijk voorafgaand aan die dag gedurende een onafgebroken periode van ten minste vijf jaren ingezetene van Nederland zijn geweest of daar rechtmatig verbleven.

## Deelnemende partijen
In totaal namen drie partijen deel aan de verkiezingen met in totaal 26 kandidaten. Opvallend hooggeplaatst, op verkiesbare posities, waren de vrouwen. Twee lijsten hadden een vrouw als lijsttrekker en bij de derde stond een vrouw op nummer twee.
| Lijst | Partij                    | Lijsttrekker       |
| ----- | ------------------------- | ------------------ |
| 1     | Progressive Labour Party  | Rechelline Leerdam |
| 2     | Democratische Partij      | Adelka Spanner     |
| 3     | United People’s Coalition | Elvin Henriquez    |

## Resultaten

### Opkomst
|                            | 2015                       | 2015                       | 2020                       | 2020  |
| # stemmen                  | %                          | # stemmen                  | %                          |       |
| Eilandsraad Sint Eustatius | Eilandsraad Sint Eustatius | Eilandsraad Sint Eustatius | Eilandsraad Sint Eustatius |       |
| -------------------------- | -------------------------- | -------------------------- | -------------------------- | ----- |
| Kiesgerechtigden           | 2.435                      |                            | 2.102                      |       |
| Niet opgekomen             | 841                        | 34,54                      | 486                        | 23,12 |
| Opkomst                    | 1.594                      | 65,46                      | 1.616                      | 76,88 |
| Ongeldige stemmen          | 8                          | 0,50                       | 16                         | 0,99  |
| Blanco stemmen             | 6                          | 0,38                       | 14                         | 0,87  |
| Geldige stemmen            | 1.580                      | 99,12                      | 1.586                      | 98,14 |

### Uitslagen
| Politieke partij           | 2015                       | 2015                       | 2015                       | 2020                       | 2020                       | 2020                       | +/-                        |
| Politieke partij           | # stemmen                  | %                          | zetels                     | # stemmen                  | %                          | zetels                     | +/-                        |
| Eilandsraad Sint Eustatius | Eilandsraad Sint Eustatius | Eilandsraad Sint Eustatius | Eilandsraad Sint Eustatius | Eilandsraad Sint Eustatius | Eilandsraad Sint Eustatius | Eilandsraad Sint Eustatius | Eilandsraad Sint Eustatius |
| -------------------------- | -------------------------- | -------------------------- | -------------------------- | -------------------------- | -------------------------- | -------------------------- | -------------------------- |
| Progressive Labour Party   | 481                        | 30,44                      | 2                          | 815                        | 51,39                      | 3                          | +1                         |
| Democratische Partij       | 473                        | 29,94                      | 2                          | 647                        | 40,79                      | 2                          | 0                          |
| United People’s Coalition  | 244                        | 15,44                      | 1                          | 124                        | 7,82                       | 0                          | -1                         |
| overige partijen in 2015   | 382                        | 24,18                      | -                          | -                          | -                          | -                          | -                          |
| totaal                     | 1.580                      | 100                        | 5                          | 1.586                      | 100                        | 5                          | 0                          |

2011 · 2015 · 2019 · 2020 · 2023